# Katharinenstift (Heilbronn)

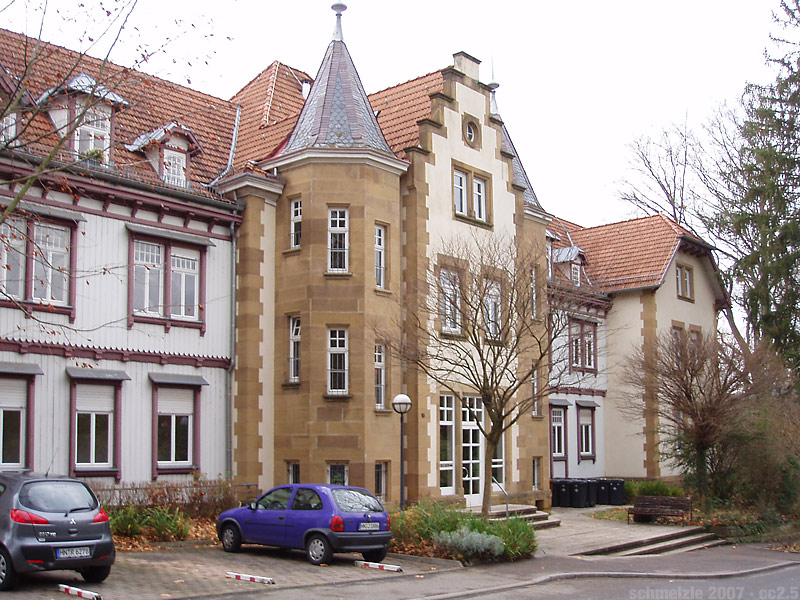
Altbau des Katharinenstifts in Heilbronn

Das  Katharinenstift  ist ein neogotisches, denkmalgeschütztes Gebäude in der Arndtstraße 1 in Heilbronn. Das Gebäude wurde von einer privaten Stiftung 1899 als Erholungshaus erbaut und kam 1921 in den Besitz der Stadt Heilbronn, die es 1923/24 erweiterte und zum städtischen Altenheim umnutzte, das seinen Sitz inzwischen in einem benachbarten Neubau hat.

## Beschreibung
Der zweieinhalbgeschossige Profanbau erscheint wie eine Burg des ausgehenden Mittelalters.
Heinrich Stroh gestaltete 1899 den Mittelrisalit mit Treppentürmen und Treppengiebel und kopierte dabei den spätgotischen Stil, wie er sich in Deutschland in den Burgen und Festungen präsentierte.

## Geschichte

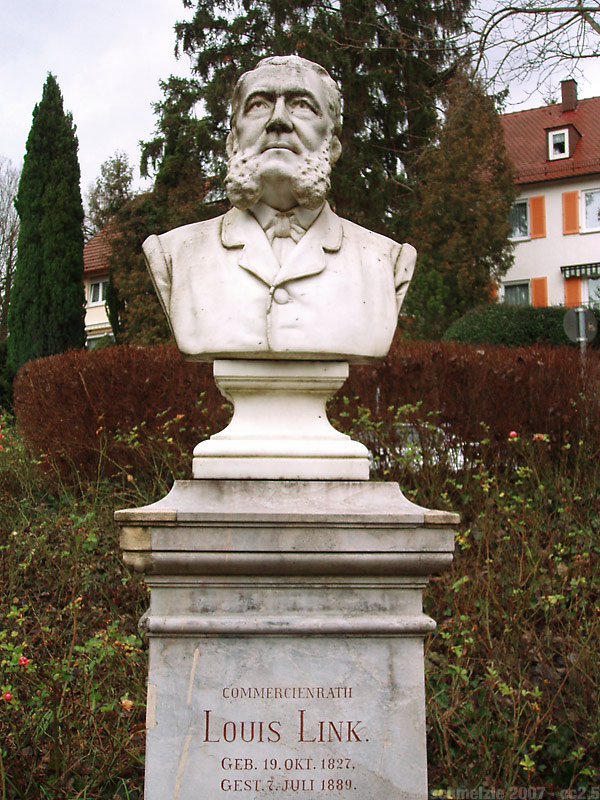
Louis-Link-Büste beim Katharinenstift

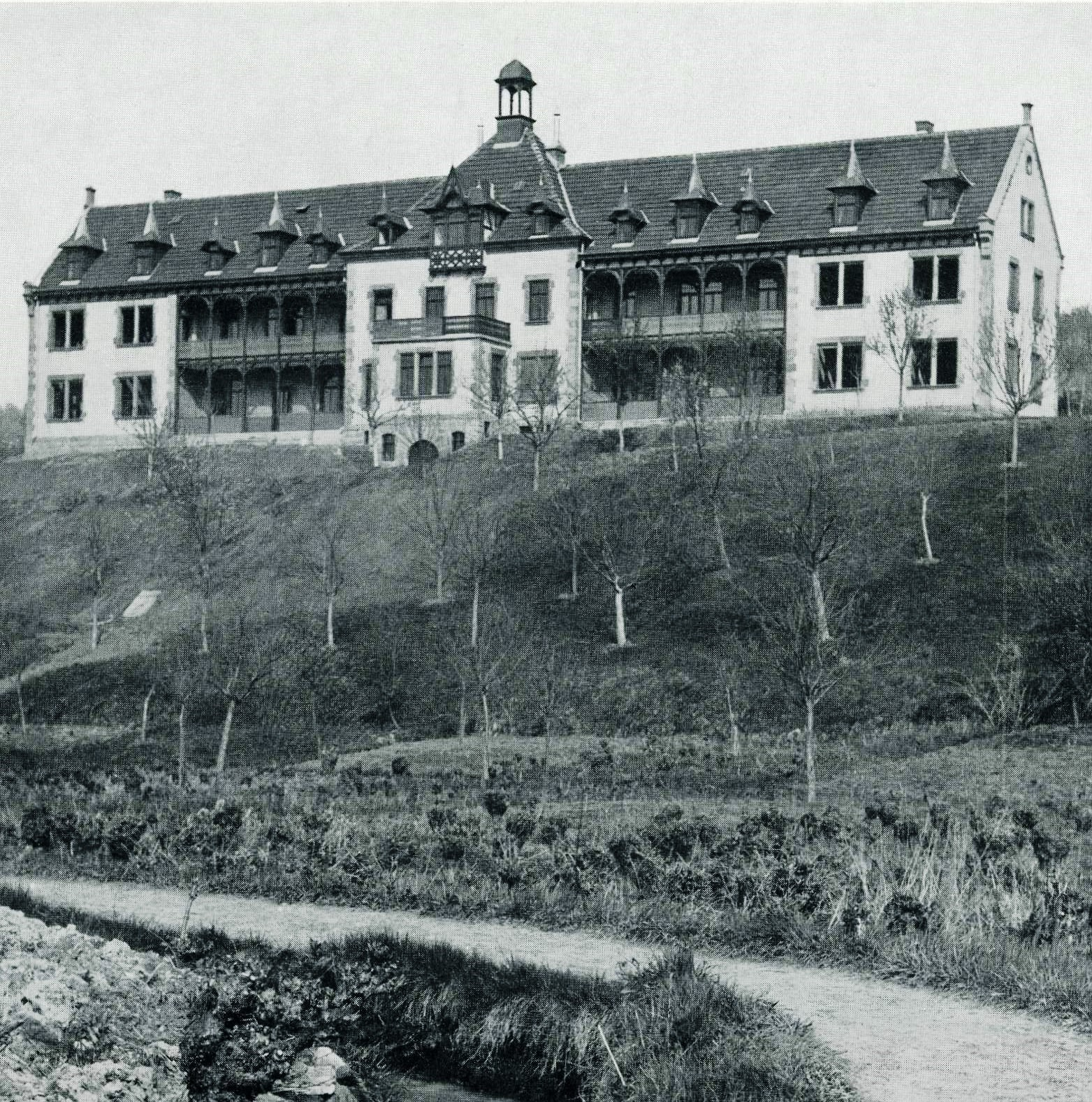
Erholungshaus um 1900

Im Jahr 1894 erfolgte eine Stiftung der vier Kinder des Kommerzienrats Louis Link (1827–1889) und seiner Ehegattin Pauline Link geb. Münzing († 1892) zum Bau des „ersten öffentlichen Erholungshauses in Heilbronn“. Das Kapital der Stiftung betrug anfangs 40.000 ℳ, wuchs bis 1914 jedoch auf über 100.000 ℳ an, die für Bau und Betrieb benötigt wurden. Stiftungsvorstand war Stadtpfarrer Wilhelm Stähle. Ursprünglich war ein Bauplatz in der Nähe des Karlstorbahnhofs vorgesehen gewesen, doch durch die starke Expansion der Stadt Heilbronn am Ende des 19. Jahrhunderts fand man am geplanten Standort nicht die gewünschte ruhige Lage, so dass man das stille Wiesental (am Platz der Wüstung Altböckingen) als Standort auswählte. Im Frühjahr 1898 erfolgte der erste Spatenstich, das Gebäude wurde am 5. Juni 1899 eingeweiht. Zu Ehren von Louis Link wurde eine Büste im Garten des Hauses aufgestellt, die 1892 von Anton Hess geschaffen wurde.
Die Einrichtung war ein „Erholungshaus für solche Bedürftige männlichen und weiblichen Geschlechts, welche entweder krank gewesen und noch nicht arbeitsfähig sind oder bei Fortsetzung ihrer bisherigen Lebensbedingungen in Gefahr stehen, krank und arbeitsunfähig zu werden.“ Die Gäste des Hauses hielten sich in der Regel vier Wochen im Erholungshaus auf. Der Zweck der Einrichtung war also vergleichbar mit einer heutigen Kurklinik. Die Leitung des Hauses hatte der Stadtarzt Alfred Schliz (1849–1915), ein Schwiegersohn Louis Links. Zunächst gab es 25 Zimmer mit 40 Betten, doch bereits 1906 wurde die Zahl der Zimmer im Haus vergrößert. Im Ersten Weltkrieg wurde das Haus neben dem Erholungsbetrieb vom Roten Kreuz als Lazarett benutzt, außerdem wurden auch russische Flüchtlinge dort versorgt.
1921 übergaben die noch lebenden Stifter das Erholungshaus mit zugehörigen Grundstücken unentgeltlich an die Stadt Heilbronn. Gründe dafür waren, dass die Stifter wegen finanzieller und gesundheitlicher Probleme die Instandhaltung und den dringend benötigten weiteren Ausbau des Hauses nicht mehr leisten konnten. Die Stadt Heilbronn verpflichtete sich, den Namen Erholungshaus beizubehalten und bei Nutzungsänderung während der folgenden 25 Jahre die Zustimmung der Stifter bzw. derer Nachfahren einzuholen.
Im Juli 1923 beschloss der Gemeinderat die Einrichtung eines Altenheims im Gebäude, und im Jahr 1924 erfolgte eine bauliche Erweiterung des Gebäudes um einen Flügelanbau, Terrasse und Liegehalle. Während zunächst noch der Kur- und Erholungsbetrieb überwog, dominierte in den 1930er Jahren die Nutzung als Altenheim. Nach dem Luftangriff auf Heilbronn 1944 war das Gebäude Durchgangs- und Notunterkunft für ausgebombte Heilbronner, während die eigentlichen Bewohner des Altersheims in das Schloss Stocksberg in Stockheim ausquartiert waren.
Unter Oberbürgermeister Paul Meyle erfuhr das Gebäude 1950/51 eine Erweiterung um einen dreigeschossigen Anbau mit insgesamt 51 Zimmern. Nach Fertigstellung des Anbaus am 9. Mai 1951 kehrten die letzten nach Stockheim ausquartierten Bewohner zurück, das Heim in Stockheim wurde zum Jahresende geschlossen. 1952 hatte das Heim eine Kapazität von 123 Betten, jedoch sank durch den Wandel im Heimwesen die Belegungszahl auf 102 Personen im Jahr 1964 und 70 Personen (darunter 25 Personen in der Pflegeabteilung) in der ersten Hälfte der 1980er Jahre.
1983 bis 1985 wurde in der Nachbarschaft des historischen Gebäudes ein Neubau errichtet. Die gesamte Anlage wurde 1985 in Städtisches Alten- und Pflegeheim Katharinenstift (vormals Link'sche Familienstiftung) umbenannt. Der neue Name nimmt Bezug auf das von 1306 bis 1871 bestehende Heilbronner Katharinenspital, würdigt aber auch weiterhin den aus der Link'schen Stiftung herrührenden Ursprung der Einrichtung.